# 이것이 인생이다
《이것이 인생이다》는 1995년 3월 10일부터 2005년 4월 26일까지 방송되었던 시사교양 프로그램이다.

## 기획 의도
많은 사람들의 귀감이 되거나 독특한 삶을 산 사람들의 인생을 되돌아봄으로써 가치관의 혼란과 도덕불감증에 젖어 있는 우리들의 모습을 되돌아보게 하는 재연으로 재구성을 하는 시사교양 프로그램이다.

## 방송 시간
| 방송 채널 | 방송 기간                         | 방송 시간                            |
| --------- | --------------------------------- | ------------------------------------ |
| KBS 1TV   | 1995년 3월 10일 ~ 1995년 8월 25일 | 매주 금요일 저녁 7시 35분 ~ 8시 30분 |
| KBS 1TV   | 1995년 9월 15일 ~ 1997년 2월 28일 | 매주 금요일 밤 10시 15분 ~ 11시      |
| KBS 1TV   | 1997년 3월 6일 ~ 1999년 11월 18일 | 매주 목요일 저녁 7시 35분 ~ 8시 30분 |
| KBS 1TV   | 1999년 11월 25일 ~ 2001년 2월 1일 | 매주 목요일 저녁 7시 35분 ~ 8시 25분 |
| KBS 1TV   | 2001년 2월 6일 ~ 2001년 10월 30일 | 매주 화요일 저녁 7시 35분 ~ 8시 25분 |
| KBS 1TV   | 2001년 11월 6일 ~ 2005년 4월 26일 | 매주 화요일 저녁 7시 30분 ~ 8시 25분 |

## 진행자
- 송지헌 (1995년 ~ 1999년)
- 한상권 (1999년)

## 같이 보기
- 실화